# Nabu-le’i
Nabu-le’i (akad. Nabû-lē’i, w transliteracji z pisma klinowego zapisywane mdPA-ZU, tłum. „Nabu jest wszechmocny”) – wysoki dostojnik za rządów asyryjskich królów Sargona II (722-705 p.n.e.) i Sennacheryba (704-681 p.n.e.). Za panowania pierwszego pełnił urząd gubernatora prowincji Birtu, natomiast za panowania drugiego urząd gubernatora prowincji Arbela. Z asyryjskich list i kronik eponimów wiadomo też, iż w 702 r. p.n.e. sprawował urząd limmu (eponima).